# Arrondissement Meaux
Das Arrondissement Meaux ist eine Verwaltungseinheit im Département Seine-et-Marne in der französischen Region Île-de-France. Hauptort (Sitz der Unterpräfektur) ist Meaux.
Mit Wirkung auf den 1. Januar 2006 wechselte der Kanton Rebais anlässlich einer Verwaltungsgebietsreform vom Arrondissement Meaux zum Arrondissement Provins.

## Kantone
Im Arrondissement gibt es sieben Wahlkreise:
- Claye-Souilly
- Coulommiers (mit 20 von 51 Gemeinden)
- La Ferté-sous-Jouarre
- Fontenay-Trésigny (mit 4 von 33 Gemeinden)
- Meaux
- Mitry-Mory
- Serris (mit 16 von 24 Gemeinden)

## Gemeinden
Die Gemeinden des Arrondissements Meaux sind:
| 1. Amillis (77002)                 | 2. Annet-sur-Marne (77005)        | 3. Armentières-en-Brie (77008)         | 4. Aulnoy (77013)                        |
| 5. Barcy (77023)                   | 6. Bassevelle (77024)             | 7. Beautheil-Saints (77433)            | 8. Boissy-le-Châtel (77042)              |
| 9. Bouleurs (77047)                | 10. Boutigny (77049)              | 11. Bussières (77057)                  | 12. La Celle-sur-Morin (77063)           |
| 13. Chailly-en-Brie (77070)        | 14. Chambry (77077)               | 15. Chamigny (77078)                   | 16. Changis-sur-Marne (77084)            |
| 17. Charmentray (77094)            | 18. Charny (77095)                | 19. Chauconin-Neufmontiers (77335)     | 20. Chauffry (77106)                     |
| 21. Chevru (77113)                 | 22. Citry (77117)                 | 23. Claye-Souilly (77118)              | 24. Cocherel (77120)                     |
| 25. Compans (77123)                | 26. Condé-Sainte-Libiaire (77125) | 27. Congis-sur-Thérouanne (77126)      | 28. Couilly-Pont-aux-Dames (77128)       |
| 29. Coulombs-en-Valois (77129)     | 30. Coulommes (77130)             | 31. Coulommiers (77131)                | 32. Coutevroult (77141)                  |
| 33. Crécy-la-Chapelle (77142)      | 34. Crégy-lès-Meaux (77143)       | 35. Crouy-sur-Ourcq (77148)            | 36. Cuisy (77150)                        |
| 37. Dagny (77151)                  | 38. Dammartin-en-Goële (77153)    | 39. Dammartin-sur-Tigeaux (77154)      | 40. Dhuisy (77157)                       |
| 41. Douy-la-Ramée (77163)          | 42. Étrépilly (77173)             | 43. Faremoutiers (77176)               | 44. La Ferté-sous-Jouarre (77183)        |
| 45. Forfry (77193)                 | 46. Fresnes-sur-Marne (77196)     | 47. Fublaines (77199)                  | 48. Germigny-l’Évêque (77203)            |
| 49. Germigny-sous-Coulombs (77204) | 50. Gesvres-le-Chapitre (77205)   | 51. Giremoutiers (77206)               | 52. Gressy (77214)                       |
| 53. Guérard (77219)                | 54. Hautefeuille (77224)          | 55. La Haute-Maison (77225)            | 56. Isles-les-Meldeuses (77231)          |
| 57. Isles-lès-Villenoy (77232)     | 58. Iverny (77233)                | 59. Jaignes (77235)                    | 60. Jouarre (77238)                      |
| 61. Juilly (77241)                 | 62. Lizy-sur-Ourcq (77257)        | 63. Longperrier (77259)                | 64. Luzancy (77265)                      |
| 65. Maisoncelles-en-Brie (77270)   | 66. Marchémoret (77273)           | 67. Marcilly (77274)                   | 68. Mareuil-lès-Meaux (77276)            |
| 69. Marolles-en-Brie (77278)       | 70. Mary-sur-Marne (77280)        | 71. Mauperthuis (77281)                | 72. Mauregard (77282)                    |
| 73. May-en-Multien (77283)         | 74. Meaux (77284)                 | 75. Méry-sur-Marne (77290)             | 76. Le Mesnil-Amelot (77291)             |
| 77. Messy (77292)                  | 78. Mitry-Mory (77294)            | 79. Montceaux-lès-Meaux (77300)        | 80. Montgé-en-Goële (77308)              |
| 81. Monthyon (77309)               | 82. Mouroux (77320)               | 83. Moussy-le-Neuf (77322)             | 84. Moussy-le-Vieux (77323)              |
| 85. Nanteuil-lès-Meaux (77330)     | 86. Nanteuil-sur-Marne (77331)    | 87. Nantouillet (77332)                | 88. Ocquerre (77343)                     |
| 89. Oissery (77344)                | 90. Othis (77349)                 | 91. Penchard (77358)                   | 92. Pézarches (77360)                    |
| 93. Pierre-Levée (77361)           | 94. Le Pin (77363)                | 95. Le Plessis-aux-Bois (77364)        | 96. Le Plessis-l’Évêque (77366)          |
| 97. Le Plessis-Placy (77367)       | 98. Poincy (77369)                | 99. Pommeuse (77371)                   | 100. Précy-sur-Marne (77376)             |
| 101. Puisieux (77380)              | 102. Quincy-Voisins (77382)       | 103. Reuil-en-Brie (77388)             | 104. Rouvres (77392)                     |
| 105. Saâcy-sur-Marne (77397)       | 106. Saint-Augustin (77400)       | 107. Saint-Fiacre (77408)              | 108. Saint-Jean-les-Deux-Jumeaux (77415) |
| 109. Saint-Mard (77420)            | 110. Saint-Mesmes (77427)         | 111. Saint-Pathus (77430)              | 112. Saint-Soupplets (77437)             |
| 113. Sainte-Aulde (77401)          | 114. Sammeron (77440)             | 115. Sancy (77443)                     | 116. Sept-Sorts (77448)                  |
| 117. Signy-Signets (77451)         | 118. Tancrou (77460)              | 119. Thieux (77462)                    | 120. Tigeaux (77466)                     |
| 121. Touquin (77469)               | 122. Trilbardou (77474)           | 123. Trilport (77475)                  | 124. Trocy-en-Multien (77476)            |
| 125. Ussy-sur-Marne (77478)        | 126. Varreddes (77483)            | 127. Vaucourtois (77484)               | 128. Vendrest (77490)                    |
| 129. Vignely (77498)               | 130. Villemareuil (77505)         | 131. Villeneuve-sous-Dammartin (77511) | 132. Villenoy (77513)                    |
| 133. Villeparisis (77514)          | 134. Villeroy (77515)             | 135. Villevaudé (77517)                | 136. Villiers-sur-Morin (77521)          |
| 137. Vinantes (77525)              | 138. Vincy-Manœuvre (77526)       | 139. Voulangis (77529)                 |                                          |

## Neuordnung der Arrondissements 2017

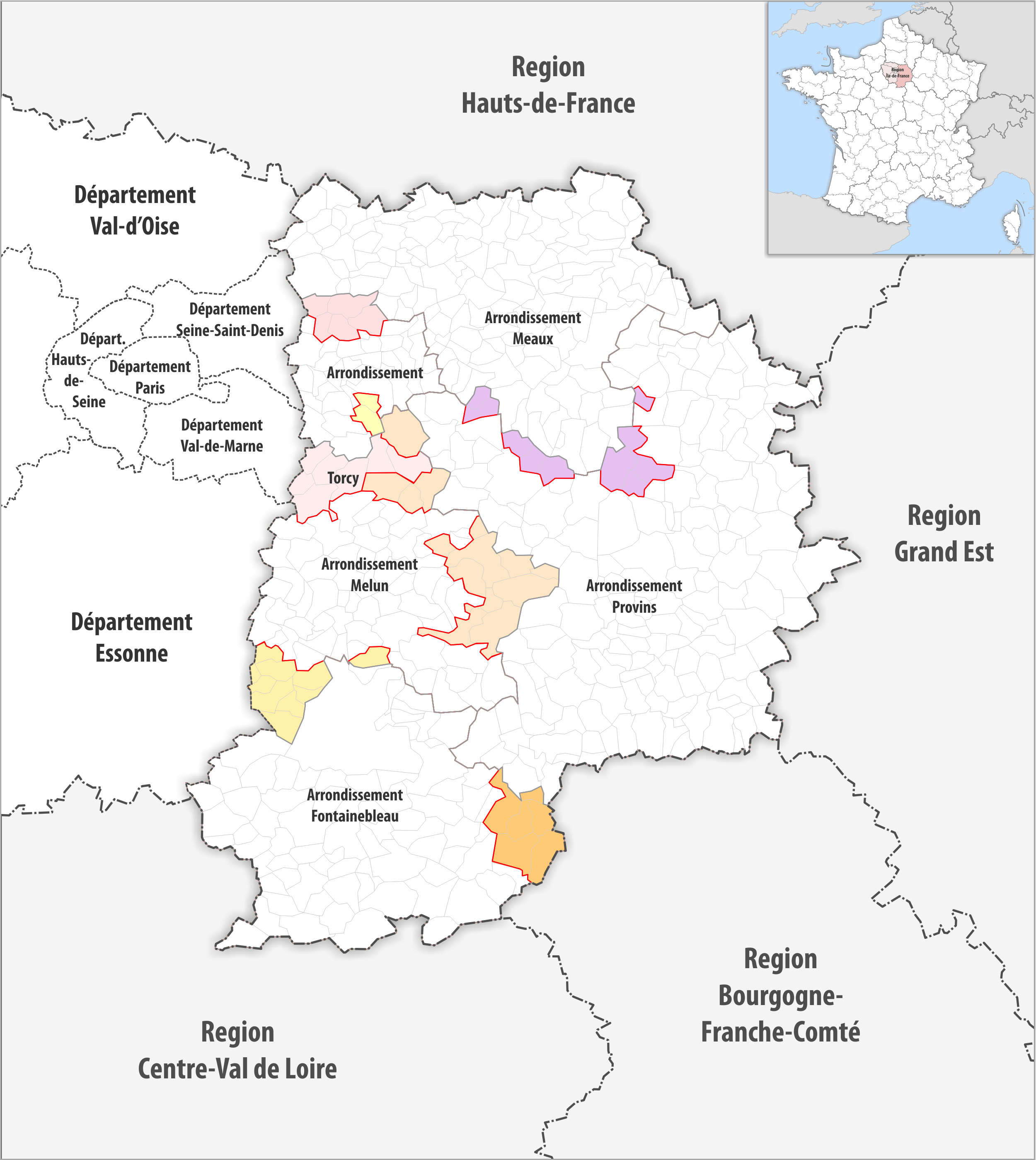
Arrondissementsanpassungen im Jahr 2017

Durch die Neuordnung der Arrondissements im Jahr 2017 wurden die Flächen der fünf Gemeinden Annet-sur-Marne, Claye-Souilly, Le Pin, Villeparisis und Villevaudé aus dem Arrondissement Torcy und die Flächen der zehn Gemeinden Amillis, Chauffry, Chevru, Dagny, Dammartin-sur-Tigeaux, Hautefeuille, Marolles-en-Brie, Pézarches, Tigeaux und Touquin aus dem Arrondissement Provins dem Arrondissement Meaux zugewiesen.

## Änderungen seit 2017
Die Gemeinden Beautheil und Saints wurden mit Wirkung vom 1. Januar 2019 zur Commune nouvelle Beautheil-Saints mit dem INSEE-Code 77433 zusammengelegt.
Zum 31. Dezember 2019 wurden die Flächen der drei Gemeinden Esbly, Montry und Saint-Germain-sur-Morin aus dem Arrondissement Meaux dem Arrondissement Torcy zugewiesen.